# Мафальдине

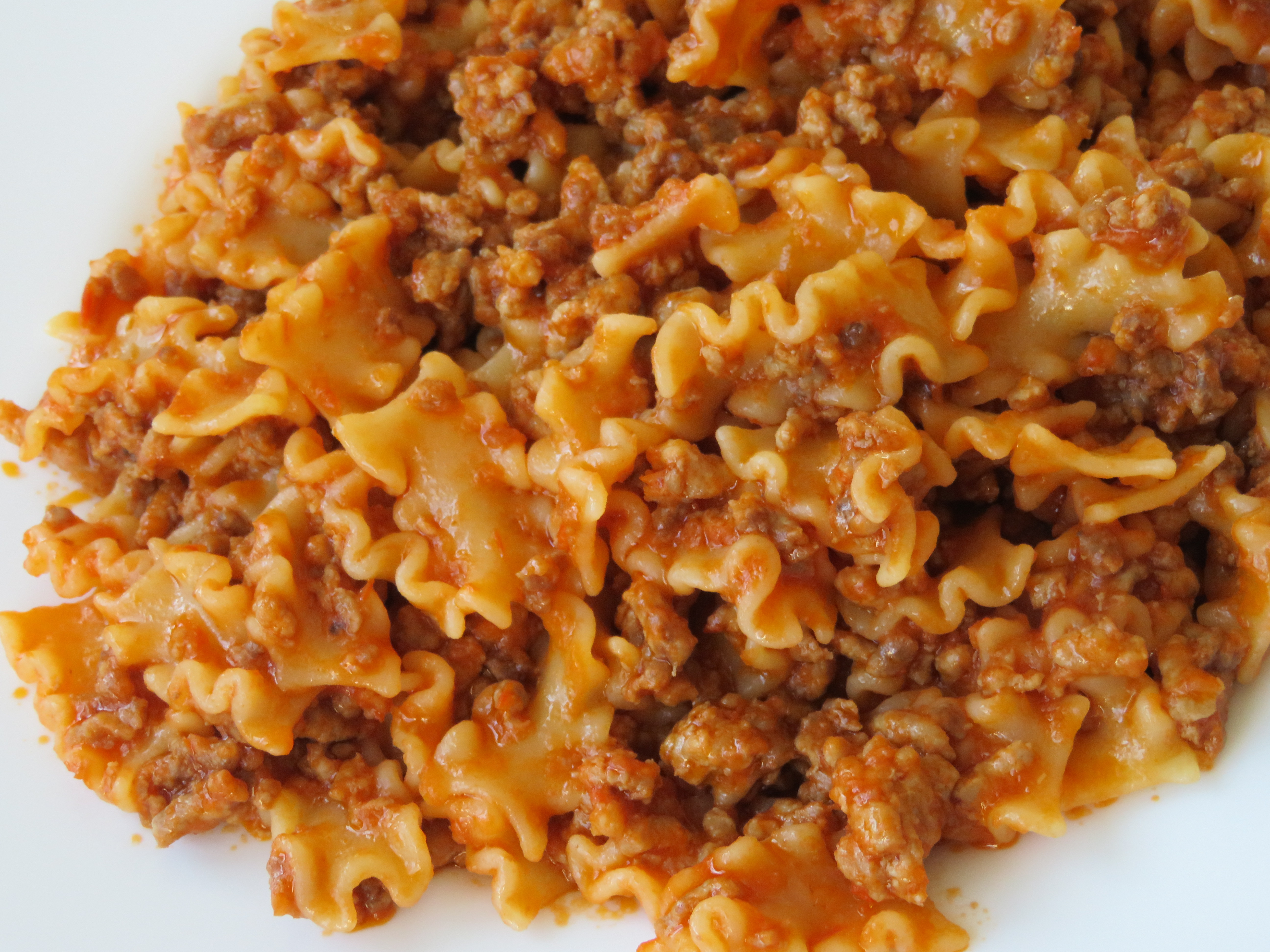
Мафальдине

Мафальдине (итал. mafaldine, mafalda, mafalde или reginette – «маленькая королева») –  разновидность итальянской пасты в форме ленты. Плоская и широкая, обычно около 1 см (½ дюйма) в ширину, с волнистыми краями с обеих сторон. Её готовят так же, как и другие пасты в виде ленты, такие как лингвини и фетучини. Обычно подают с более нежным соусом.
Происхождение пасты связывают с Неаполем, на она также популярна в Апулии и на Сицилии . 
Поначалу паста носила название «богатые феттуччелле» .
Мафальдине были названы в честь принцессы Мафальды Савойской, отсюда альтернативное название «маленькие королевы» . Считается, что волнистые края напоминают кружева принцессы .